# North Lake (Nuevo Brunswick)
North Lake es una parroquia canadiense situada en la provincia de Nuevo Brunswick.

## Superficie
North Lake tiene una superficie de 439,6 km².

## Demografía
En 2021, tenía 282 habitantes, una densidad poblacional de 0,6 hab./km², y 383 viviendas.